# La Lune dans le caniveau
La Lune dans le caniveau  és una pel·lícula dramàtica francesa del 1983 dirigida per Jean-Jacques Beineix. Va ser inscrit al 36è Festival Internacional de Cinema de Canes.
Tot i que va seguir immediatament al gran èxit comercial de Beineix Diva i va comptar amb dues estrelles importants, Gérard Depardieu i Nastassja Kinski, La Lune dans le caniveau no va tenir una bona acollida de la crítica o el públic i va fracassar a taquilla amb només 625.000 entrades a França. Es va destacar el seu estil visual viu per crítics. Va precedir un èxit de culte molt més apreciat del mateix director, conegut als Estats Units i al Regne Unit com Betty Blue .
La pel·lícula es basava en una novel·la pulp-noir homònima de 1953, escrita per David Goodis, però es va traslladar al guió de la pel·lícula des dels molls de Filadelfia a Marsella.
La Lune dans le caniveau, segons AllMovie, "va rebre crítiques desiguals en el seu llançament inicial". Va guanyar un premi César francès pel seu disseny de producció.

## Argument
Dues dones: Loretta (Nastassja Kinski), una fotògrafa aficionada rica que ronda pels molls als seus anys 60 Ferrari 250 GT California Spyder que busca homes guapos, i Bella (Victoria Abril), una dona pobra però bella que probablement és una prostituta, comparteixen afectes per un treballador portuari anomenat Gerard (interpretat per Gérard Depardieu). Està obsessionat pel record de la seva germana, que va ser violada i després es va suïcidar en un carreró, que visita cada nit. Ningú sap qui va cometre la violació, i ha jurat venjar el crim, si només pot esbrinar qui va ser l'autor.

## Recepció
Tot i que la pel·lícula va ser un fracàs quan es va estrenar per primera vegada, va tenir diversos admiradors de culte. A mitjans de la dècada de 1980 es va projectar sovint com una pel·lícula d'art nocturn de moda per a clubs esotèrics com l'Edinburgh Academy Cinema Society.
A l'estrena de DVD nord-americà, el director Jean-Jacques Beineix revela que després de llançar la versió del director de la versió en DVD de 3 hores de Betty Blue es va acostar a Gaumont, l'estudi que va produir la pel·lícula, sobre fer el mateix amb La Lune dans le caniveau. Més tard, un executiu de l'estudi li va notificar tristament que un retall de llançament tan prolongat no era possible en aquest cas. Es va revelar que Gaumont havia sentit que la pel·lícula va ser tan mal rebuda inicialment que totes el metratge addicional i els dobles van ser destruïts per fer espai a les voltes de cinema.
L'excusa va ser que els comptables havien raonat que la pel·lícula era un passiu financer amb poc valor futur que havia danyat greument la reputació de Gaumont. Es diu que aquesta acció és extremadament rara a la indústria cinematogràfica, ja que el cost d'emmagatzemar les imatges de la pel·lícula és bastant mínim un cop finalitzada la producció. Beineix va afegir que la pel·lícula s'havia retallat originalment en una versió de 4 hores i una versió de 3 hores també i que ambdues versions perdudes s'ampliaven als personatges principals i exposaven i explicaven més completament la premissa principal de la història. La pèrdua va perseguir Beineix fins a la seva mort

## Repartiment
- Gérard Depardieu : Gérard Delmas
- Nastassja Kinski : Loretta Channing
- Victoria Abril : Bella
- Bertice Reading : Lola
- Gabriel Monnet : Tom
- Dominique Pinon : Frank
- Milena Vukotic : Frieda
- Vittorio Mezzogiorno : Newton Channing
- Bernard Farcy : Jésus
- Anne-Marie Coffinet : Dora
- Katya Berger - Catherine
- Jacques Herlin
- Guido Alberti